# District de Mur-de-Barrez
Le district de Mur-de-Barrez est une ancienne division territoriale française du département de l'Aveyron de 1790 à 1795.
Il était composé des cantons de Mur de Barrés, Cantoin, Entraigues, Lacalm, Saint Amans de Cots, Saint Hypolite, Saint Simphorien et Sainte Geneviève.